# Maltby, South Yorkshire
Maltby är en stad och en civil parish i Rotherham i Storbritannien. Den ligger i grevskapet South Yorkshire och riksdelen England, i den sydöstra delen av landet, 220 km norr om huvudstaden London. Maltby ligger 90 meter över havet och antalet invånare är 18 380. Staden nämndes i Domedagsboken (Domesday Book) år 1086, och kallades då Maltebi.
Terrängen runt Maltby är platt. Runt Maltby är det tätbefolkat, med 493 invånare per kvadratkilometer. Närmaste större samhälle är Sheffield, 18,0 km väster om Maltby. Trakten runt Maltby består till största delen av jordbruksmark.
Kustklimat råder i trakten. Årsmedeltemperaturen i trakten är 8 °C. Den varmaste månaden är juli, då medeltemperaturen är 18 °C, och den kallaste är januari, med 0 °C.